# Gemelliporella globulifera
Gemelliporella globulifera is een mosdiertjessoort uit de familie van de Gemelliporellidae. De wetenschappelijke naam van de soort is voor het eerst geldig gepubliceerd in 1952 door Osburn.